# Staatsschuldenquote in Lettland
Die Staatsschuldenquote Lettlands gibt das Verhältnis zwischen den lettischen Staatsschulden einerseits und dem lettischen nominalem Bruttoinlandsprodukt andererseits an.

## Entwicklung in den letzten Jahren
Die Staatsschuldenquote Lettlands stieg aufgrund der Finanzkrise zwischen 2008 und 2013 an. Entsprach die Staatsverschuldung von 3,9 Mrd. Euro Ende 2008 einer Staatsschuldenquote von 17,2 %, so erreichte die Staatsschuldenquote Ende 2013 angesichts eines Schuldenstandes von dann inzwischen 8,2 Mrd. Euro einen Wert von 35,0 %.

## Prognostizierte Entwicklung
Der Internationale Währungsfonds geht davon aus, dass die Staatsschuldenquote Lettlands bis Ende 2019 bei einem Schuldenstand von dann 9,9 Mrd. Euro auf 30,8 % zurückgehen wird. Damit würde Lettland das Maastricht-Kriterium von höchstens 60 % weiterhin erreichen.